# Meladema
Meladema là một chi bọ cánh cứng trong họ Dytiscidae. 

## Các loài
- Meladema imbricata
- Meladema lanio